# Ламбетские статьи
Ла́мбетские статьи́ (англ. Lambeth Articles) — название доктринальных утверждений, утверждённых архиепископом Кентерберийским Джоном Уитгифтом в ноябре 1595 года. Из девяти статей первые три уточняют сформулированное ранее учение о предопределении, вторые три разъясняют сотериологический аспект учения и указывают пределы уверенности, которые верующий может испытывать относительно возможности своего спасения, последние три имеют негативный характер и направлены против сторонников свободы воли и пелагиан. Своё название документ получил по Ламбетскому дворцу, в котором состоялся синод, его одобривший. Среди участников обсуждений были  Уильям Уайтейкер, Хэмфри Тиндал, Ричард Флетчер и Ричард Вон.
Появление Ламбетских статей стало кульминацией богословских споров между «кальвинистами» в Кембриджском университете в 1590-х годах. Споры велись с середины XVI века, но обострились в середине 1580-х годов с назначением Уильяма Уайтейкера мастером колледжа Святого Иоанна. К 1595 году наиболее острые разногласия относительно предопределения у Уайтейкера были с профессором богословия леди Маргарет Питером Баро. В ответ на одну из полемических проповедей Уайтейкера, последователь Баро Уильям Барретт выступил в апреле 1595 года с резкими заявлениями против «заблуждений» «кальвинистов». Речь Барретта вызвала возмущение большинства влиятельных кембриджских богословов и привела к длившимся около полугода попыткам решить проблему дисциплинарными методами. В ходе обсуждений выяснилось, что принятые в 1571 году 39 статей англиканского вероисповедания не дают однозначного ответа на поднятые Барреттом вопросы, и, чтобы заполнить выявленный пробел в догматах о предопределении, были сформулированы Ламбетские статьи.
В современной историографии Ламбетские статьи рассматриваются в контексте событий, предшествовавших Английской революции. Учитывая активную роль пуритан в свержении монархии, исследователи пытаются определить степень доктринального единства в церкви Англии в правление Елизаветы I и степень согласия взглядов пуритан с официальной идеологией. В продолжающихся с 1970-х годов дискуссиях наибольшее внимание уделяется вопросам предопределения, соотношению божественного суверенитета и ответственности человека в делах спасения. В частности, предметом дебатов является «кальвинистский консенсус», существование которого во второй половине XVI века оспаривается. Обсуждение Ламбетских статей осуществляется преимущественно с двух точек зрения, в зависимости от признания или не признания документа отражающим консенсус. Как правило, статьи рассматриваются в парадигме противостояния «кальвинистов» и «антикальвинистов», хотя это разделение применительно к рассматриваемому периоду является дискуссионным.

## Кальвинисты, пуритане и предопределение
Проблема дефиниции термина «кальвинизм» применительно к раннему периоду его существования не менее запутана, чем аналогичная с пуританством. Впервые употребление слова зафиксировано в 1552 году, ещё при жизни Жана Кальвина (1509—1564). В сложившейся во второй половине XX века парадигме кальвинизм рассматривается как доктринальная система, возникшая в результате систематизации реформатской ортодоксии, осуществлённой реформатскими богословами «второго поколения» во второй половине XVI века. Разница в подходах выражалась в том, что если Жан Кальвин (1509—1564) опирался на содержащиеся в Библии концепции и не писал о том, что Библия обходит молчанием, то его последователи использовали тексты для подкрепления позиций, догматически выводимых из Писания. Кальвинисты, начиная с Теодора Безы (1519—1605) на Континенте и Уильяма Перкинса (1558—1602) в Англии, стремились к логической точности толкований (отсюда ещё одно название — «прецизиане», presicians), что, учитывая обширность корпуса авторитетных для протестантских богословов источников, являлось трудно осуществимой задачей. Поскольку размежевание между «кальвинизмом» и «арминианством» (связанным, прежде всего, с именем архиепископа Уильяма Лода) происходило преимущественно по вопросам, относящимся к предопределению и свободе воли, кальвинизм часто определяют именно в связи с этими богословскими понятиями. Вплоть до начала XVII века обозначения «кальвинисты» и «пуритане» использовались преимущественно в полемике и рассматривались как оскорбительные, себя они предпочитали называть «благочестивыми» (англ. godly). Так, один из кембриджских пуритан Уолтер Треверс отказывался считать себя кальвинистом и не признавал смысла в таком разделении, что с точки зрения историков-«антиревизионистов» подтверждает существование консенсуса в церкви Англии. В литературе также производится разделение кальвинистов на «умеренных», отклонявшихся в трактовке двойного предопределения от взглядов Кальвина, и «высоких», которые подчёркивали значение божественного суверенитета в направлении благодати праведникам и отказывались признавать направленность евангелия для всех людей. В религиозном дискурсе Англии конца XVI века первых часто называли «лютеранами» и «полупелагианами».
Существование религиозного консенсуса в елизаветинской Англии было проблематично на всех уровнях, и в Кембриджском университете в каждом из колледжей имелись различные локальные консенсусы. Так, например, основанный в 1584 году на пуританских принципах Эммануил-колледж был един в религиозном отношении, в отличие от более старого колледжа Святого Иоанна. В 1586 году «иоанитов» возглавил Уильям Уайтейкер, с 1580 года занимавший пост королевского профессора богословия. Попытки Уайтейкера насадить в колледже с устоявшимися традициями пуританское благочестие встретило сильное сопротивление. По мнению американского историка Питера Лейка, Уайтейкер не был нонконформистом или пресвитерианином, но в силу специфики существовавшего в то время дискурса представлялся своими оппонентами как пуританин. Одним из наиболее опасных критиков нового мастера был Эверардом Дигби, феллоу колледжа с 1573 года. Дигби, трактовавший проблемы спасения с позиций свободы воли, а не предопределения, называл кальвинистов схизматиками, а Уайтейкер обвинял его в «папизме» и добивался его устранения из колледжа. Не получив поддержки со стороны канцлера университета лорда Бёрли и архиепископа Джона Уитгифта, Уайтейкер обратился к графу Лестера, и в 1588 году Дигби был, наконец, изгнан.
Как для конформистов, так и для прецизиан существенным элементом религиозной полемики было противостояние «папизму» — Католической церкви, воспринимаемой как угроза. Взгляд на папу как на Антихриста разделяли все протестанты, однако пуритане считали, что официальная церковь Англии порвала с Римом не в полной мере, и потому не может считаться полностью реформированной. Благочестивые проповедники уделяли значительное внимание антикатолической полемике, и мало какой вопрос не рассматривался в этом контексте. Уильям Уайтейкер, перечисляя предметы наибольших разногласий с Римом, называет «благодать, предопределение, свободную волю, оправдание, Писание, Закон, Евангелие, грех, добрые дела, таинства и церковь». До середины 1590-х годов заметных выступлений против реформатской ортодоксии практически не зафиксировано, но основания для беспокойства были. В 1592 году в своём трактате «A Golden Chaine» Уильям Перкинс предупреждал о возрождении пелагианства в Англии и описывал четыре еретических учения о предопределении, а в 1594 году капеллан архиепископа Уитгифта Ланселот Эндрюс критиковал позицию «высоких» кальвинистов относительно уверенности в спасении. Лагерь кембриджских антикальвинистов возглавлял Питер Баро (1534—1599), ко времени описываемых событий являвшийся одним из старейших и уважаемых богословов университета. В 1572 году он бежал от религиозных преследований во Франции и два года спустя был избран профессором богословия леди Маргарет. Свои взгляды Баро публично обнародовал в ходе одного из диспутов 1570-х годов, и придерживался их в дальнейшем. По его мнению, Бог является создателем, а не разрушителем порядка, и потому всё в мире имеет свою причину. Однако Бог не вмешивается в вещи случайные, и потому вторичные причины, к которым относится и свободная воля человека, не находятся в его ведении. Как отмечает Питер Уайт, всё разнообразие учений о предопределении, от Августина до Роберта Сома, Баро делил на те, которые делают Бога источником греха, и своё. Согласно его теории, Бог от вечности постановил создать человечество с целью избрать одних к спасению, а других к проклятию, первых для явления своей милости, а вторых — справедливости, и всех — своей славы, безотносительно Христа или веры для избранных, безотносительно грехов, первородного или собственных — для проклятых. Хотя трактат Баро о предопределении был опубликован только в 1613 году, его содержание было хорошо известно в Кембридже и являлось для антикальвинистов тем же, что и произведение Перкинса. Каждая из сторон обвиняла другую в «лютеранстве» и полагала, что именно её взгляды выражают позицию церкви Англии.

## Кембриджские споры 1590-х годов

### Начало публичной полемики
Ламбетские статьи стали кульминацией богословских споров 1590-х годов между «кальвинистами» и «антикальвинистами». Непосредственной причиной их появления стала вызвавшая широкий резонанс проповедь феллоу колледжа Гонвилл-энд-Киз Уильяма Барретта, принадлежавшего к числу «антикальвинистов». Исследователи уделяют значительное внимание вопросу, по какой причине 32-летний священник решил совершить пагубный для своей карьеры поступок, и именно в апреле 1595 года. Как правило, хронологию событий отсчитывают от проповеди, произнесённой двумя месяцами ранее Уильямом Уайтейкером перед крайне влиятельной аудиторией, включавшей графов Эссекса, Шрусбери и Ратленда. В своей проповеди мастер колледжа Святого Иоанна развивал тему божественных установлений, защищал доктрину ограниченного искупления и опровергал концепцию, что Бог желает спасения всех. Не называя имён, Уайтейкер осудил тех, кто «утверждает универсальную благодать». К таковым в рассматриваемый период относились профессор богословия леди Маргарет Питер Баро вместе со своими сторонниками в университете. Всех их Уайтейкер причислил к сторонникам пелагианства, раннехристианской ереси. Рассматривая вопрос, как может всемогущий Бог желать спасения всех людей, в то время как многие в действительности прокляты, Уайтейкер отверг «пелагианские» ухищрения, постулирующие существование различных аспектов Бога, каждый со своей волей, или же непостоянство Бога, сначала желавшего одно, а потом другое. Всё это, по мнению проповедника, является абсурдными «папистскими» и иезуитскими домыслами, противоречащими Библии и таким богословам прошлого, как Августин и Фома Аквинский. Среди сторонников Баро были Джон Оверолл, сменивший Уайтейкера в качестве королевского профессора, будущий магистр Пемброк-колледжа Ланселот Эндрюс и Самуэль Харснетт, в 1629 году ставший архиепископом Йоркским; все они высказывали взгляды на предопределение, в той или иной степени отклонявшиеся от кальвинистской ортодоксии.
Учитывая сохранявшееся после истории с Дигби недовольство со стороны Уитгифта, Уайтейкер решил воздержаться в своей проповеди от персональных выпадов, а Баро, учитывая подавляющее большинство кальвинистов в университете, не стал вступать в полемику. Вместо него вызов принял Уильям Барретт, считавшийся учеником Баро. Текст его проповеди, произнесённой 29 апреля 1595 года в церкви Святой Марии Великой не сохранился, но благодаря последовавшим опровержениям известно, что в ней содержались резкие утверждения относительно природы и границ христианской уверенности в спасении. По мнению Барретта, никто в этом бренном мире не может иметь гарантии (security) своего спасения, если только ему не было личного откровения от Бога относительного его личного духовного состояния; известные слова евангелиста Луки (Лк. 22:32) («Я молился о тебе, чтобы не оскудела вера твоя; и ты некогда, обратившись, утверди братьев твоих») следует понимать как относящиеся персонально к апостолу Петру; что дар стойкости также не гарантирован, но зависит от индивидуальной природы человека; что вера, благодаря которой происходит оправдание, это не какая-то особенная разновидность веры; что никто не может знать определённо, что его грехи будет прощены. Наконец, Барретт обрушился на «заблуждения» виднейших реформатских богословов, в том числе Кальвина, Теодора Беза и Петра Мартира, утверждавших, что предопределение к проклятию проистекает из предвидимых Богом грехов — из этого вытекало, что Бог сам является их причиной. Свою проповедь Барретт завершил многочисленными личными нападками на Кальвина, усугубив изумление собравшихся.

### Дело Уильяма Барретта
Фактически Барретт оспорил целиком догму о предопределении как минимум в том её виде, который сложился среди кальвинистов Кембриджа. Вице-канцлер университета Джон Дюпорт из Джизус-колледжа в частной беседе попытался вразумить Барретта. От последнего требовалось признать, что те, кто оправдан по вере, истинно праведны, причём «надёжно» (лат. securi); что молитва к Христу действенная для всех истинно верующих, вследствие чего им невозможно отпасть от веры; что истинная и оправдывающая вера является средством против искушений мира, плоти и дьявола, и потому невозможно для имеющего веру не сохранить её до конца; что временная вера отлична от спасительной веры не только по степени, но и по качеству; что истинно верующие могут быть справедливо уверены в отпущении своих грехов; что, наконец, отвержение проклятых от вечности. Дюпорт не смог переубедить Барретта и, не зная что предпринять, решил обратиться за советом к архиепископу Джону Уитгифту. Тот, в свою очередь, не дал конкретных рекомендаций, но пообещал внимательно обдумать ситуацию и вернуться позже с более содержательным ответом. 5 мая Барретт был вызван на суд консистории. Вместо отсутствовавшего Дюпорта председательствовал его заместитель, Роберт Сом. В течение следующей недели состоялось три заседания с участием кембриджских профессоров, пытавшихся убедить Барретта признать и опровергнуть свои заблуждения. Он был не против, но хотел сделать это не в церкви Святой Марии, а в Риджент-хаузе, против чего возражали некоторые из глав колледжей. Наконец, время и место были согласованы, и 10 мая Барретт зачитал отречение в университетской церкви, которое позднее было отпечатано и распространялось.
На том инцидент мог быть исчерпан, если бы не петиция, которую подписали 16 мая 56 донов, составлявших более половины старейшин колледжей Святого Иоанна и Тринити. Возглавляемые Генри Алви из колледжа Святого Иоанна, они выразили своё крайнее возмущение как самим «крайне порочным, с папистским душком, учения, … столь странного и дерзкого, как для нас, так и для всех причастных религии в университете, никогда не проповедованного в Кембридже», так и весьма вольным по форме и содержанию отречением от оного. В качестве «папизма» Барретту вменялось выделение роли апостола Петра и некоторые формулировки, сходные с теми, которые использовались в решениях Тридентского собора (1545) — эти обвинения, выдвигаемые на фоне озабоченности распространением в университете иезуитской литературы, выставляли обвиняемого врагом церкви и государства. Петиционеры имели многочисленных сторонников не только в Кембридже, но и в Лондоне. Распространяемые ими обвинения и даже клеветнически искажённая проповедь Барретта причиняли виновнику событий столь значительное беспокойство, что он решился писать Уитгифту с просьбой привлечь своих преследователей к церковному суду. По мнению Барретта, кампанию против него организовал Роберт Сом и, как считает Лейк, тот действительно пытался мобилизовать возмущение пуритан. Обсуждения продолжались весь июнь — камнем преткновения были полномочия университета разрешить ситуацию так, как представлялось правильным его руководству (the Heads), то есть наказать Барретта на основе статута университета, позволявшего рассматривать дела о ереси. Ситуацию осложняла многолетняя вакантность епископской кафедры в Или, к чьему ведению относился Кембриджшир. В силу последнего обстоятельства архиепископ полагал, что вопрос находится в его компетенции.
Надежды Сома и его единомышленников-кальвинистов на то, что Уитгифт разделяет их возмущение в отношении нападок Барретта, были безосновательны. Ещё в свою бытностью мастером Тринити-колледжа в 1570-х годах будущий архиепископ заявлял, что при всём своём уважении к Кальвину как человеку, он не может полагаться полностью на его мнения в вопросах толкования Писания. К моменту событий мнение Уитгифта не изменилось, и его в меньшей степени раздражал предполагаемый «папизм» Барретта, чем поощряемый руководством Кембриджа пуританский нонконформизм. Хотя Уитгифт не одобрял недисциплинированного поведения молодого проповедника, подобное ниспровержение авторитетов не было чем-то невиданным и, что более существенно, не запрещалось ни одной из 39 статей англиканского вероисповедания. С другой стороны, доктринальная сторона утверждений Баррета могла и должна быть оценена с точки зрения канонов. Ознакомление с обстоятельствами дела Уитгифт поручил своим капелланам, Адриану Саравии и Ланселоту Эндрюсу. Выходец из Нидерландов Саравиа в 1561 году участвовал в составлении Бельгийского исповедания и неоднократно привлекался в качестве эксперта в вопросах предопределения; по его мнению Барретт был прав относительно уверенности, которую Саравиа связывал не с верой, а с невежеством. Как Саравия, так и Эндрюс признали правоту Барретта и заблуждение донов относительно причин избрания и отвержения. К их заключению Уитгифт добавил собственные выводы. По его мнению, утверждение Барретта, что никто не может знать об отпущении своих грехов, является явно ложным и невежественным. Учение о том, что вера не имеет градаций также, по-видимому, ложно, но в 39 статьях об этом нет указаний. Наконец, вопросы о возможности потери благодати, уверенности в спасении и природе репробации (предопределения к проклятию) архиепископ считал сложными и заслуживающими рассмотрения. Ни одна из статей также не давала аргументов против утверждения, что вера и благодать могут быть утрачены полностью, а у избранных полностью, но не окончательно. В целом, о таком пробеле в англиканском вероучении было известно и ранее, и вопрос о ложной уверенности уже поднимался (в частности, Эндрюсом годом ранее). Все эти соображения Уитгифт высказал в своём письме к главам колледжей от 19 июня к руководителям университета.
Доны не были готовы согласиться с тем, что вопросы, которые они считали существенными, являются безразличными с точки зрения формального вероучения, а 2 июля ситуация изменилась к худшему, когда Барретт отозвал своё отречение. Июль и август в университете был наполнен спорами, письмами и петициями. Среди наиболее непримиримых участников к этому времени были Уильям Уайтейкер, декан Или Хэмфри Тиндал, Роберт Сом и их сторонники из числа руководства университета и членов консистории. Попытки Уитгифта успокоить страсти ни к чему не привели, и в сентябре было решено получить от Баррета письменные показания. 12 сентября ему в присутствии комиссии были заданы 8 вопросов. Вопросы были составлены (вероятно, Уайтейкером) таким образом, чтобы своими ответами Барретт выставил себя «папистом». Именно в такой интерпретации они были в конце месяца представлены архиепископу. Рассмотрев их, Уитгифт остался при своём мнении, что не следует осуждать человека за высказывания в области, где официальная церковь не сформулировала свою позицию. С другой стороны, отступление от принятой церковью Англии доктрины об оправдании только верой, увязывание отпущения грехов с актами покаяния, желание выделить апостола Петра из прочих апостолов и, в особенности, резкие нападки последнего на основоположников протестантизма, следовало отвергнуть. В письме от 30 сентября архиепископ счёл произнесённое Барреттом 10 мая отречение вынужденным и совершённым без должного рассмотрения дела. Письмо заканчивалось просьбой прекратить обсуждение спорных вопросов до вынесения окончательного компетентного решения, которое предлагалось вынести в течение осеннего триместра.
По решению вице-канцлера, сопровождать Баррета в поездке к архиепископу были назначены Тиндал и Уайтейкер. В начале ноября они прибыли в Ламбетский дворец. Молодого священника вновь допросили и обязали произнести новое отречение. Обещанное отречение так и не состоялось, и дальнейшая судьба Барретта плохо известна. Вероятно, он покинул страну и перешёл в католичество. Именно на этой встрече с архиепископом Уитгифтом были составлены Ламбетские статьи.

## Подготовка и содержание статей
Прибыв в ноябре 1595 года в Ламбетский дворец, Уайтейкер и Тиндал привезли с собой проект догматического определения, являвшийся результатом университетских дебатов последних шести месяцев. Их можно рассматривать как расширенное и уточнённое изложение статьи XVII из 39 статей англиканского вероисповедания. Предварительно они были обнародованы в проповеди, прочитанной Уайтейкером 6 октября. Вместе с сопроводительным письмом тезисы были направлены канцлеру университета лорду Бёрли. Находясь в Лондоне в доме своего дяди Александра Новелла, декана собора Святого Павла, Уайтейкер вновь писал канцлеру, обозначив своё стремление достичь «благоприятного и спокойного» исхода данного спора. Весьма вероятно, что в состоявшихся в середине ноября обсуждениях участвовали епископ Лондона Ричард Флетчер и назначенный 22 ноября епископом Бангора Ричард Вон. К числу участников обсуждения можно также отнести архиепископа Йоркского Мэтью Хаттона, который с августа 1595 года пристально следил за развитием событий. В своих письмах Уитгифту Хаттон выражал полную поддержку его линии аргументации. Как и Ланселота Эндрюса, Хаттона не было среди собравшихся в Ламбете, обоим им позднее Уитгифт отправил статьи для финального согласования.
Исходные утверждения Уайтейкера известны из опубликованного в 1651 году сборника документов, относящихся к Ламбетским статьям. Согласованный текст с выделением правок опубликован в третьем томе сочинений Уитгифта (там же приведены вопросы, заданные Барретту). Статьи были первоначально сформулированы на латыни, и лишь позднее переведены на английский. Окончательный вариант статей совпадает с предложением Уайтейкера в четырёх пунктах:
| №    | Вариант Уайтейкера | Окончательный вариант |
| ---- | --- | --- |
| I    | Бог от вечности предопределил некоторых людей к жизни; а некоторых людей Он лишил спасения | Бог от вечности предопределил некоторых людей к жизни; а некоторых людей Он лишил спасения |
| II   | Действенной причиной предопределения является не предвидение веры, или устояния, или добрых дел, или чего-либо, что есть врождённо в предопределяемом человеке, но исключительно абсолютно и только воля Бога | Движущей или действенной причиной предопределения к жизни является не предвидение веры, или устояния, или добрых дел, или чего-либо, что есть в предопределённом человеке, но исключительно благоволение и желание Бога |
| III  | Предопределённых существует твёрдое количество, которое не может быть ни увеличено, ни уменьшено | Предопределённых существует твёрдое количество, которое не может быть ни увеличено, ни уменьшено |
| IV   | Не предопределённые к спасению неминуемо осуждены за свои грехи | Те, кто не предопределён к спасению, неизбежно будут осуждены за свои грехи |
| V    | Истинная, жизненная и оправдывающая вера и оправдывающий [освящающий] Божий Дух не утрачиваются и не покидают единожды причащённых к нему до самого конца и ни насколько                                      | Истинная, живая и оправдывающая вера и оправдывающий [освящающий] Божий Дух не покидают нас и не уходят: он не покидает избранных до самого конца и ни насколько                                                        |
| VI   | Воистину верный человек, то есть наделённый оправдывающей верой, может быть надёжно уверен в том, что ему отпущены грехи и даровано вечное спасение во Христе                                                 | Человек воистину верный, то есть тот, кто наделён такой оправдывающей верой, может быть уверен во всей полноте в том, что ему отпущены грехи и даровано вечное спасение во Христе                                       |
| VII  | Необходимая для спасения благодать даётся, сообщается и передаётся не всем людям, чтобы они могли спастись ею, если бы захотели                                                                               | Спасительная благодать даётся, даруется и передаётся не всем людям, чтобы они могли спастись ею, если бы пожелали |
| VIII | Ни один человек не приходит ко Христу, если ему этого не дано и если Отец не привлекает его; и не всех людей привлекает Отец, чтобы они могли прийти к Сыну                                                   | Ни один человек не приходит ко Христу, если ему этого не дано и если Отец не привлекает его; и не всех людей привлекает Отец, чтобы они могли прийти к Сыну                                                             |
| IX   | Не в воле и не в силе всякого — быть спасённым | Не в воле и не в силе всякого — быть спасённым |

Первая статья оставлена без изменений по сравнению с предложением Уайтейкера. Она опирается на Еф. 1:4 («Он избрал нас в Нём прежде создания мира»). Избрание предполагает предопределение, а те, кто избран — не отвержены. Статья ничего не говорит о причинах проклятия, но уточнение «от вечности» предполагает, что это воля Бога, а не грехи человека. Статья составлена с «высоких» позиций и направлена против тех, кто полностью отрицает учение о репробации.
В черновике второй статьи говорилось только о предопределении, и добавление фразы «к жизни» явно исключает из рассмотрения причины репробации, по вопросу о которых позиции Уитгифта и Уайтейкера полностью различались. Изменение причины предопределения с «абсолютной воли» Бога на его благоволение не меняло смысл, то делало его несколько мягче и придавало формулировке более библейское и августинианское (см. также Августинианский кальвинизм) звучание. Замена «движущей причины» на «движущую или действенную причину» отсылается к идущей, как минимум, с времён Фомы Аквинского схоластической дискуссии о причинах предопределения. Фома называл предвидение конечной причиной избрания, что не противоречило словам ламбетских богословов, и означало, что Бог при осуществлении своих установлений мог принимать во внимание некоторые вторичные обстоятельства, но не в первую очередь. Впрочем, Кальвин осуждал подобные «извращённые» умствования. Утверждение, что в избранном нет никаких врождённых свойств, предопределивших его к спасению, и что различие в судьбе людей находится исключительно в воле Бога, содержится в «Трактате о предопределении» Кальвина. Близкая к кальвиновской формулировка об абсолютной воле Бога была заменена на более библейскую (см. Еф. 1:5, «предопределив усыновить нас Себе чрез Иисуса Христа, по благоволению воли Своей»).
Статья III определённо указывала на предвидение Богом судьбы каждого человека, и потому была созвучна взглядам «высоких» кальвинистов, как у ирландских, включивших Ламбетские статьи в свои (1615), так и у голландских на Дордрехтском синоде 1618—1619 годов. В начале XVII века вопрос о возможности непогрешимого божественного предвидения случайного стал одним из предметов спора между голландцами Якобом Арминием и Франциском Гомаром.
Статья IV содержит концепции, близкие как «умеренным» кальвинистам (связь осуждения с грехами), так и «высоким» (неизбежность проклятия). Слово «неизбежно» (лат. necessario) слишком явно для богословов 1595 года указывало на прямую дорогу «неизбранных» в ад, Мэтью Хаттон предпочёл бы его удалить; но, поскольку текст статьи не уточнял источник этой неизбежности и допускал толкование, что им могло быть божественное предвидение, оно было оставлено. Исследователи по-разному интерпретируют выражение «те, кто не предопределён к спасению». По мнению Питера Уайта, речь идёт о тех, кто подвергнут репробации (то есть предопределён к проклятию, отвергнут). Николас Тьякке полагает, что в статье говорится именно о проклятых, и тем самым отражается различие между двумя понятиями в кальвинистской ортодоксии.
Внесённые в статью V изменения имели фундаментальный характер, сделав её приемлемой и для тех, кто постулировал наличие оправдывающей веры только у избранных, и для других, которые допускали возможность полной или окончательной её утраты. Ламбетская версия допускала, что не избранные могут иногда обладать истинной верой; для тех, кто такую возможность не допускал, изменения были синонимичными. В первом случае из статьи следовало, что осуждённые к проклятию могли какое-то время иметь благодать, но затем её утрачивали вместе с возможностью спасения. Протесты Уайтейкера не были приняты, а сам Уитгифт изменил свою первоначальную позицию, согласившись с невозможностью полной утраты веры избранными. Здесь можно увидеть различие между опиравшимися на непогрешимость божественного предвидения ламбетскими богословами и «высоким» кальвинизмом, постулирующим вытекающую из божественных установлений каузальность. По мнению американского богослова Джона Дэвиса, статьи V и VI недвусмысленно выражают кальвинистское учение об уверенности и стойкости святых.
Статья VI касалась одного из принципиальных моментов кембриджского спора 1595 года, об уверенности в спасении. Слово security («уверенность», «гарантия», «безопасность»), против которого выступал Барретт, исторически подразумевало самонадеянность и имело негативные коннотации для некоторых реформатских богословов. Термин security («безопасность») ассоциировался с беспечностью, что едва ли можно считать христианской добродетелью. Как писал Адриан Саравиа, «есть большая разница между уверенностью [certainty] в спасении и безопасностью [security]. Вера порождает уверенность, самонадеянность и невежество — безопасность [security]» . В переписке с Уитгифтом Уиттакер доказывал, что имел в виду «духовную уверенность [security]» (отличную от «плотской»), о которой «писали ещё древние кафолические доктора церкви». В статье лат. certitudine fidei было заменено на лат. plerophoria fidei, и Г. Портер полагает это изменение самым существенным. По мнению исследователя, оно отражало выбор между кальвинистской доктриной безопасности ([security]) и восходящему к апостолу Павлу учению об уверенности ([certainty]) в пользу последнего. Согласно Питеру Уайту, напротив, для Уитгифта, Эндрюса и Баро уверенность носила условный характер (лат. si Christo ad finem usque adhaeserit), и изменение словоупотребления мало меняло смысл статьи. По мнению П. Лейка, оба варианта были удовлетворительны для «глав» и неприемлемы для Барретта, а причина внесения изменения была в нежелании Уитгифта демонстрировать полное согласие с «главами».
Статья VII говорит о том же, что и статья X из 39, и небольшое уточнение формулировки не меняло её суть, лишь добавив возможность толкования в том смысле, что благодать даруется только избранным. Совместно со статьёй I статья VI приобретала «высокое» предестинарианское звучание, как и статья VIII, содержащая явное опровержение доктрины о свободном предложении Евангелия.
Статью IX можно отнести к числу самых кратких доктринальных опровержений свободы воли в истории христианства. Для умеренных Эндрюса и Баро она подразумевала отсутствие какой-либо власти человека над своим спасением, а для Уайтейкера ещё и отрицание пелагианизма.

## Последствия

### Обнародование и непосредственная реакция на статьи
24 ноября Уитгифт выслал рукописную копию статей вице-канцлеру с просьбой не допустить публичного проповедования взглядов, противоположных изложенным в документе. Архиепископ высказывал надежду, что предлагаемое учение истинно, но рассматривать его следует как частное мнение, не противоречившее официальной доктрине церкви Англии и законам королевства. Целью принятия статей он назвал установление мира в церкви, особенно в университете. При проведении публичных обсуждений рекомендовалось воздерживаться от ожесточённости, споров и личных выпадов. Примерно тогда же Уайтейкер и Тиндал посетили канцлера Бёрли. Ознакомившись с содержанием статей, канцлер отметил сходство документа с известной ему октябрьской проповедью Уайтейкера. Полагая неуместными рассуждения о столь тайных материях, канцлер документ в целом не одобрил. Вероятно, именно Бёрли ознакомил со статьями королеву Елизавету. 5 декабря по поручению её величества Робер Сесил, сын лорда Бёрли, сообщил Уитгифту, что королева крайне недовольна произошедшим, полагая предопределение слишком опасным для слабых невежественных умов, в связи с чем требует прекратить дальнейшие обсуждения. В 1650-х годах появилась версия, что недовольство королевы было настолько велико, что она хотела наказать участников самовольного синода. Впрочем, Уитгифту удалось убедить Елизавету, что обсуждение содержавшихся в статьях вопросах не вышло за границы частных разговоров, а Уайтейкер умер 4 декабря того же года.
В Кембридже Ламбетские статьи приветствовали как знак официального одобрения взглядов университетских кальвинистов. В письме к архиепископу от 13 декабря 1595 года, главы благодарили его за «хорошее разрешение» дела и обещали приложить усилия для сохранения мира и поддержания указанного доктринального направления. Вскоре стало понятно, что главы восприняли статьи как carte blanche для борьбы с оппонентами. Сам же Уитгифт, пытаясь спасти положение, 8 декабря писал мастеру Тринити-колледжа Томасу Невилу, что королева убеждена в истинности статей, но считает не подходящим публично обсуждать данные вопросы. Как полагает П. Лейк, архиепископ всё ещё надеялся использовать статьи как основу для достижения консенсуса. Тем не менее, кого-то надо было назвать виновником гнева королевы, и таковым (помимо глав, которые довели своими действия ситуацию до крайности) Уитгифт решил назвать Питера Баро — королева, по его словам, крайне недовольна, что иностранец провоцирует религиозные споры. Именно с ним был связан следующий этап кембриджских споров о предопределении, начавшийся в марте 1596 года.

### Дело Питера Баро
Об участии Баро в спорах 1590-х годов не известно, но, поскольку он считался учителем Барретта, 7 июля 1595 года был вызван на суд консистории и опрошен на предмет спорных вопросов. По результатам разговора претензии к Баро не были предъявлены, и об его участии в событиях следующих пяти месяцев ничего не известно. В конце ноября, незадолго до своей смерти, Уильям Уайтейкер выступил с проповедью, касавшейся вопросов, которые архиепископ Уитгифт рекомендовал не затрагивать. Избрав темой выступления 1Фес. 5:21 («Все испытывайте, хорошего держитесь»), Уайтейкер предупредил об опасностях ложных пророков и необходимости покончить с текущими разногласиями, пока не возникли новые, ещё бо́льшие. Далее он перечислил три мнения о причинах предопределения: на основе предвидения будущих заслуг или грехов, предопределение на основе воли Бога и репробация из-за грехов и, наконец, всё по воле Бога. Первая теория, по его мнению, означала пелагианство. Вторая, хотя и более правдоподобная, но тоже ложная, хотя её и поддерживал Августин. Соответственно, единственно истинным вариантом остаётся третья. Но Питер Баро — Уайтейкер назвал его по имени — полагает такую схему слишком сложной, и думает, что Бог дарует благодать каждому смертному, чтобы тот мог спастись, если желает. Что это за благодать, и действенна ли она? Если действенна, то почему не все спасаются? не бывает благодати без веры, и веры без молитвы — разве Баро предполагает наличие веры у турок или атеистов? Учение Баро, делает вывод Уайтейкер, хуже пелагианства, поскольку Пелагий учил только о достаточности человеческой природы для спасения, но не о всеобщности благодати. Несколько дней спустя новый вице-канцлер университета Томас Гоад распространил принятые в Ламбете статьи для того, чтобы о них знали в каждом колледже, с особым указанием узнать мнение Питера Баро.
В первые дни декабря Баро публично выступил с критикой статей, что было воспринято крайне негативно. В упомянутом выше письме от 8 декабря Томасу Невиллу Уитгифт упоминал о крайнем недовольстве королевы поведением француза, и что ему было крайне непросто объяснить ей, почему эмигранту позволяются такие вольности. Баро оправдывался тем, что его возражения касались положений, явно не запрещённых статьями. Он был вызван в Ламбет и дважды допрошен Уитгифтом и, в конце концов, после «вольных и детских возражений против одной или двух статей», согласился с истинностью изложенного в документе учения. Несмотря на предупреждения, Баро 12 января 1596 года вновь публично озвучил свои прежние взгляды, развив тезисы апрельской проповеди Барретта с учётом появления Ламбетских статей. Вице-канцлер обратился за советом как поступить в такой ситуации к архиепископу, который, предположив наличие поддержки у гугенота при дворе, посоветовал вновь допросить его. Баро был призван к донам 22 января и обвинён в отрицании статей; тот не согласился. В конечном счёте, история закончилась ничем. В декабре у Баро не было продлено профессорство леди Маргарет, и он уехал в Лондон.

### Последующие события
Статьи так и не были опубликованы и рекомендация Елизаветы избегать обсуждения опасных вопросов некоторое время выполнялась. Заметки Ланселота Эндрюса об обстоятельствах принятия Ламбетских статей были опубликованы только в 1651 году. В 1596 году Робер Сом, ставший к тому времени главой колледжа Питерхаус, написал в защиту учения о стойкости святых и пятой ламбетской статьи трактат «Three Questions Godly, Plainly and Briefly Handled». В своих богословских построениях Сом пошёл дальше авторов статей и связал стойкость с искуплением через Христа, утверждая, что спаситель умер только за избранных. Приветствовал появление статей и Уильям Перкинс. В своём главном труде о предопределении «A Christian and Plaine Treatise of the manner and order of predestination and the Largenesse of God’s Grace» (1598) он цитировал статью III о неизменности числа избранных и вслед за ламбетскими богословами доказывал, что Бог не хочет спасения всех людей.
Вскоре после смерти Елизаветы была предпринята попытка придать Ламбетским статьям официальный статус. На состоявшейся в январе 1604 года Хэмптон-кортской конференции один из представителей пуритан Джон Рейнольдс, ссылаясь на неопределённость позиции, выраженной в 39 статьях относительно проблемы стойкости святых, предложил добавить фразу «до самого конца и ни насколько». Против выступили архиепископ Ричард Бэнкрофт и Джон Оверолл, будущий епископа Нориджа. Их поддержал король Иаков I, который заявил, что избранные могут отпасть от веры, но никогда окончательно, в силу действенности для них покаяния. Таким образом, король отказался вносить изменения в XVI статью из 39. В 1615 году примас Ирландии архиепископ Джеймс Ашшер, идеологически близкий к «высокому кальвинизму», включил Ламбетские статьи в Статьи Церкви Ирландии .
В 1613 году Ламбетские статьи были опубликованы в Голландии Антонием Физиусом в составе его направленной против ремонстрантов антологии «Scripta Anglicana». Вместе с другими текстами таких авторов, как Роберт Сом, Эндрю Уиллет, Джордж Эсти и Уильям Уайтейкер, а также детальной критикой учения Питера Баро со стороны немецкого богослова Иоганна Паскатора статьи должны были засвидетельствовать кальвинистское единство церкви Англии. Ламбетские статьи в сборнике преподносились как официальное выражение ортодоксии, уточняющие 39 статей. В 1616 году ремонстрант Иоганн Корвинус издал опровержение Физиуса, в котором сообщил, что Ламбетские статьи не признаны церковью Англии и что их можно легко понимать и в некальвинистском смысле. В 1655 году английский историк Томас Фуллер привёл текст статей и описал обстоятельства их появления в своей «Церковной истории Британии». В XVIII веке Джон Страйп обнаружил в архивах переписку Уитгифта, относящуюся к событиям 1595—1596 годов.

## Ламбетские статьи и кальвинистский консенсус в Англии
Хотя церковно-историческое влияние Ламбетских статей оказалось весьма незначительным, они приобрели существенное значение в историографии Английской революции начиная со второй половины XX века. Общепризнанной является роль пуритан в свержении монархии в Англии, но конкретные трактовки существенно зависят от выбранной методологии. Так, в марксистской историографии (Кристофер Хилл и др.) пуритане рассматриваются как выразители зарождавшегося класса буржуазии, а их идеи связывают с прогрессивными устремлениями джентри, торговцев и ремесленников.
Альтернативный («ревизионистский») подход (Конрад Рассел, Уильям Халлер) рассматривает пуритан как «пятую колонну» в церкви Англии, приобретших влияние в первые десятилетия XVII века, а в 1640-х годах распространивших его и на другие сферы общественной жизни. Вслед за Николасом Тьякке (Nicholas Tyacke), опубликовавшим статью «Puritanism, Arminianism and Counter-Revolution» историки-ревизионисты отстаивали существование кальвинистского консенсуса, ядром которого являлось учение о предопределении. Оспаривание начиная с 1620-х годов арминианами, этого столь любимого Оливером Кромвелем учения, составляло религиозный аспект революционного конфликта.
Полемика «ревизионистов» и «антиревизионистов» на страницах журнала Past & Present продолжалась до начала 1990-х годов. Первые рассматривали Ламбетские статьи как важный пример существования консенсуса — согласно Тьякке, хотя королева и не подписала статьи, сам факт их появления доказывает наличие кальвинистского единства в церкви Англии. «Антиревизионисты», напротив, пытались доказать незначительность влияния статей. Они следовали изложенной Г. Портером концепции, согласно которой статьи были неудачной попыткой кальвинистского меньшинства навязать своё мнение церкви, что и подтвердило решение королевы. Более того, Портер доказывал, что поддержка статей со стороны Уитгифта была не значительной, а его правки сделали характер документа менее кальвинистским и более библейским. Наиболее последовательно данный подход развивал Питер Уайт, по мнению которого никакого арминианского подъёма в Англии в начале XVII века не было, в церкви всегда существовали различные взгляды на предопределение, и потому нельзя назвать церковь эпохи Елизаветы и Иакова «кальвинистской». Обострение религиозных споров в 1620-х годах он связывал с изменившейся после начала Тридцатилетней войны политической ситуацией. Тем не менее и он признавал важность дебатов, приведших к появлению Ламбетских статей.
Подробный анализ Ламбетских статей предпринял американский историк Питер Лейк в своей монографии «Moderate puritans and the Elizabethan church» (1982). По его мнению, «кальвинисты» на момент событий составляли большинство в руководстве университета, а из влиятельных богословов, которых можно было бы причислить к «антикальвинистам», он называет только Джона Оверолла. Изменение взглядов Джона Уитгифта в начале дела Баррета и позднее, при формулировке Ламбетских статей, Лейк увязывает с желанием архиепископа сохранить доктринальную независимость церкви Англии от континентальных кальвинистов. Если в своих ранних комментариях Уитгифт акцентировал внимание на дискуссионном характере поднятых Барретом вопросов и настаивал на своей юрисдикции в данном деле, то после того, как участники конфликта приняли предложение собраться в Ламбетском дворце под его председательством, тем самым признав его авторитет, архиепископ полностью принял сторону глав колледжей. Лейк видит корни оппозиции Уитгифта «главам» в желании оспорить их «прецизианский» взгляд на природу доктринальной ортодоксии в пользу представляющей весь спектр мнений национальной церкви, чьё учение независимо от интерпретаций отдельных лиц, тем более иностранцев и по не существенным или сомнительным вопросам. Подводя итог анализу вариантов Уайтейкера и Уитгифта, П. Лейк делает вывод о том, что целью архиепископа было подготовить документ, который был бы поддержан максимальным числом кальвинистов, оставляя пространство для богословских споров и не допуская прецизианской «охоты на ведьм».